# Chris Martin
Chris Martin, (punim imenom Christopher Anthony John Martin, Exeter, Engleska, 2. ožujka 1977.), je glazbenik te pjevač engleskog alternativnog rock sastava Coldplay.
Osnovao je sastav zajedno s prijateljem i gitaristom sastava Jonnyjem Bucklandom. Bio je oženjen s poznatom američkom glumicom Gwyneth Paltrow, s kojom ima dvoje djece.

## Raniji život
Chris Martin je u svojoj obitelji najstarije dijete od petero djece. Odrastao je u Whitestoneu, a školu je pohađao u rodnom Exeteru. Nakon odlaska iz škole u Exeteru, pohađa školu za dječake u Sherborneu, gdje osniva sastav "The Rockin' Honkies". Na prvom nastupu publika ih je izviždala. Također, budućeg menadžera Coldplaya je upoznao u školi. Martin je nastavio školovanje na sveučilištu u Londonu, gdje je diplomirao grčki i latinski jezik.

## Coldplay
Za vrijeme studiranja u Londonu, Martin je upoznao Jonnyja Bucklanda, Willa Championa i Guya Berrymana. U siječnju 1998. godine osnivaju rock sastav Coldplay. Odmah po objavi prvih radova, pogotovo nakon izlaska debitantskog albuma Parachutes 2000. godine, sastav je počeo grabiti prema slavi i uspjehu na glazbenoj sceni. Od tada, objavili su nekoliko albuma i EPa uključujući: A Rush of Blood to the Head, X&Y, Viva la Vida or Death and All His Friends i druge. Martin je sudjelovao u pisanju i snimanju svih pjesama, te je svojim zalaganjem zajedno s ostalim članovima, podigao sastav do uspjeha.
Osim rada u Coldplayu, Martin je surađivao i s mnogim drugim glazbenicima kao Jay Z, Nelly Furtado, i Kanye West te je pjevao u Band Aidu.

## Glazbeni utjecaji
U2 je imao velik utjecaj na Martina kako glazbeno tako i politički. Za magazin Rolling Stone, koji je sastavio listu "100 najvećih izvođača svih vremena", Martin je u djelu U2 izjavio: "U2 je jedini sastav čije su mi sve pjesme u srcu. Prvu pjesmu s albuma The Unforgettable Fire, "A Sort of Homecoming" znam napamet unaprijed i unazad. Tako je odlična i lijepa. To je jedna od prvih pjesama koje sam pjevao svojoj nerođenoj bebi." Martin je također komentirao i Bonov utjecaj na njega politički.
Martin voli više vrsta glazbe. Poznato je da je obožavatelj sastava kao što su rock sastav Oasis, Irska pop grupa Westlife, Girls Aloud, Take That, britanska pjevačica Leona Lewis i Kylie Minogue. Također je izjavio da ga je sastav Muse inspirirao u mnogim pjesmama.

## Privatni život
Martin je upoznao američku glumicu Gwyneth Paltrow 2002. godine za pozornice nakon koncerta grupe. Par se vjenčao godinu dana poslije 5. prosinca 2003. Njihova kćer, Apple Blythe Alison Martin, se rodila 2004. godine u Londonu. Njihovo drugo dijete, Moses Bruce Anthony Martin rodio se dvije godine poslije u New Yorku. Jedan od kumova njihove kćeri Apple je i Martinov kolega iz sastava i prijatelj Jonny Buckland.
Martin je vegetarijanac i prakticira jogu. Ne puši niti konzumira alkoholna pića. 2005. godine za magazin Rolling Stone, Martin je izjavio kako vjeruje u Boga.

## Vanjske poveznice
- Coldplay.com